# Ameryka Łacińska

Mapa Ameryki Łacińskiej

Ameryka Łacińska, Iberoameryka – termin obejmujący 20 krajów i 9 autonomii Ameryki Północnej, Ameryki Południowej i Ameryki Środkowej, w których mówi się językami romańskimi, tj. po hiszpańsku, portugalsku lub francusku.

## Pochodzenie terminu
Termin po raz pierwszy pojawił się w 1856 r. w pismach kolumbijskiego pisarza i publicysty, żyjącego i tworzącego na emigracji w Paryżu, José Maríi Torresa Caicedo. Niemal równocześnie zaczął używać takiej nazwy chilijski pisarz Francisco Bilbao, który brał udział w paryskim kongresie zorganizowanym przez Iniciativa de la América. Określenie to zostało użyte w opozycji do „Ameryki saksońskiej”, jaką reprezentowały wówczas tryumfujące nad Meksykiem Stany Zjednoczone i brytyjska Kanada. Spopularyzowane zostało przez francuski reżim Napoleona III, dla którego był wygodnym narzędziem propagandy i pozwalał uzasadniać jego interwencje w Meksyku.
Nazwa ma uzasadnienie historyczne – jest to część kontynentu amerykańskiego skolonizowana prawie w całości przez dwa państwa położone na Półwyspie Iberyjskim – Hiszpanię i Portugalię. Z tego powodu w państwach latynoamerykańskich funkcjonują podobne struktury społeczne, gospodarcze, religijne (dominujący katolicyzm) i kulturowe (w większości krajów Ameryki Łacińskiej językiem urzędowym jest język hiszpański – z wyjątkiem Brazylii, w której mówi się po portugalsku, oraz Gujany Francuskiej i Haiti, gdzie panuje język francuski).
Część hiszpańskojęzyczną Ameryki Łacińskiej nazywa się Hispanoameryką, a portugalskojęzyczną – Luzoameryką.
Ameryka Łacińska zajmuje obszar ponad 21 mln km², liczy 549 mln mieszkańców, gęstość zaludnienia wynosi tym samym 26 osób na km² (2006). Większość mieszkańców należy do Kościoła katolickiego, który liczy 432 mln wyznawców (78,7% całej populacji).

## Historia

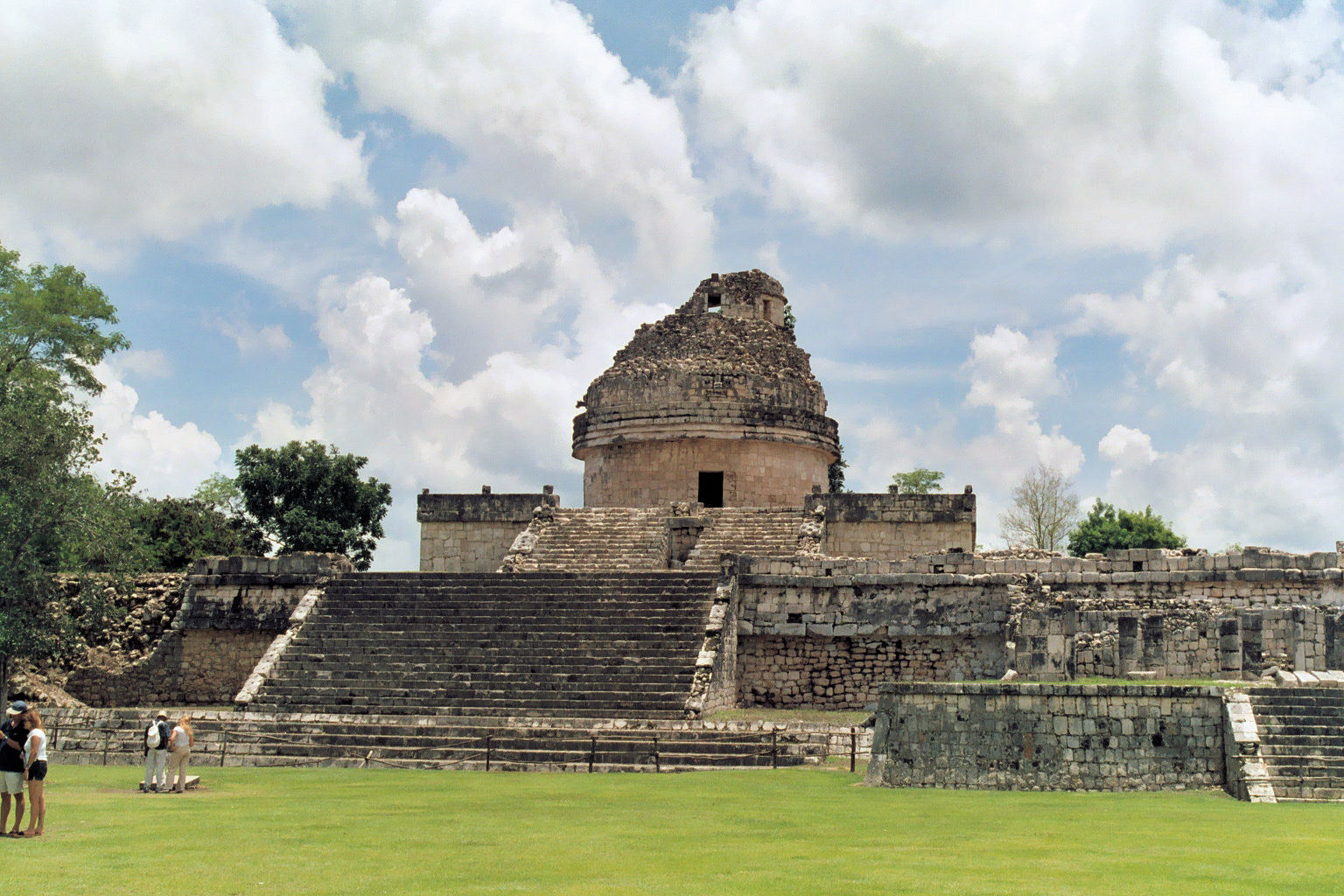
El Caracol

Powstanie Ameryki Łacińskiej jako obszaru kulturowego ściśle związane było z początkiem epoki Wielkich odkryć geograficznych zainicjowanych przez słynne wyprawy Krzysztofa Kolumba. Odkrycie i podbój olbrzymich obszarów obu Ameryk przez Hiszpanów (Ameryka Środkowa oraz większość Ameryki Południowej) i Portugalczyków (Brazylia) spowodowało powstanie zupełnie nowej rzeczywistości społecznej i politycznej w Nowym Świecie. Nastąpiło szybkie załamanie się imperiów Azteków (1519–1524) i Inków (1532–1535) oraz wyludnienie Ameryk, których indiańska ludność ginęła masowo, nieodporna na nieznane wcześniej w Amerykach choroby (głównie ospę czy tyfus). Miejsce dawnych elit indiańskich zajęli biali przybysze, do których z czasem dołączały kolejne fale imigrantów z Półwyspu Iberyjskiego. Ludność kolonii dzieliła się na kilka kategorii. Wśród białych występował podział na świeżo przybyłych mieszkańców metropolii: Hiszpanów i Portugalczyków, oraz na urodzonych już w koloniach Kreoli. Niżej stali potomkowie związków mieszanych europejsko-indiańskich, czyli Metysi, a najniżej ludność tubylcza i niewolnicza: Indianie zmuszani do pracy w systemie encomiendy i czarni niewolnicy sprowadzani z Afryki.
W XVII w. trwała kolonizacja obu kontynentów amerykańskich. Stabilizowała się władza Hiszpanów na terytoriach Meksyku i Ameryki Środkowej, gdzie utworzono Wicekrólestwo Nowej Hiszpanii oraz w zachodniej części Ameryki Południowej (Wicekrólestwo Peru). W obydwu głównych koloniach kształtowała się elita władzy – jej większość stanowiła szlachta pochodząca z Półwyspu Iberyjskiego. Podobne procesy zachodziły w portugalskiej Brazylii, choć tu przez długi czas system kolonialny rozwijał się w pełni tylko na stosunkowo niewielkim obszarze wąskiego pasa przybrzeżnego.
Autochtonicznej ludności indiańskiej przypadała rola siły roboczej w gospodarce opartej na systemie rozległych monokultur rolnych. Coraz większe obszary ziemi przeznaczano pod plantacje bawełny, tytoniu, kukurydzy, trzciny cukrowej, kakao i kawy lub wypas bydła. Odkrywano złoża złota, srebra i diamentów, powstawały liczne kopalnie. Ponieważ zaczynało brakować rąk do pracy na plantacjach i w prymitywnych kopalniach, wkrótce na wielką skalę rozwinął się handel niewolnikami, sprowadzanymi głównie z Angoli i Konga. Pierwszy transport z Afryki na Karaiby zorganizowali Hiszpanie już w 1605 r. Choć w rozwoju handlu niewolnikami przodowali Portugalczycy, a później włączyli się do niego także Anglicy i Holendrzy, dostarczając większość niewolników do całego Imperium Hiszpańskiego.
Od połowy XVII wieku wzmagała się kolonizacja Ameryk przez inne państwa europejskie: Holandię, Francję i Anglię. Holendrzy przejściowo wyparli Portugalczyków z części wybrzeży brazylijskich (wokół miasta Pernambuco) i stworzyli własną kolonię (Gujana Holenderska). Ostatecznie jednak zadowolili się tylko kilkoma ważnymi punktami strategicznymi i znaczną przewagą w handlu z koloniami hiszpańskimi, którą zdobyli pod koniec XVII wieku.
Znaczącą rolę w kolonizacji Ameryki Południowej i Środkowej, zwłaszcza terytoriów hiszpańskich, odgrywał Kościół katolicki. W Ameryce pojawiali się misjonarze i zakonnicy. Najbardziej prężną działalność prowadzili jezuici na pograniczu dzisiejszego Paragwaju i Argentyny (tzw. redukcje misyjne) oraz franciszkanie w północnym Meksyku, gdzie rozwijali swe misje wśród Indian Pueblo. Wiara katolicka łatwo, choć raczej powierzchownie zakorzeniała się wśród ludności indiańskiej i metyskiej, a później czarnoskórej, przyjmując formę wiary ludowej, w której odbicie znajduje wiele wierzeń i obrzędów zaczerpniętych z pierwotnych kultów ludności czarnoskórej oraz indiańskiej (np. kult huacas). Choć były też obszary, gdzie Indianie byli szczególnie oporni w przyjmowaniu nowej wiary i gdzie dochodziło na tym tle do krwawych walk (np. na terytorium dzisiejszego Chile).

## Religia

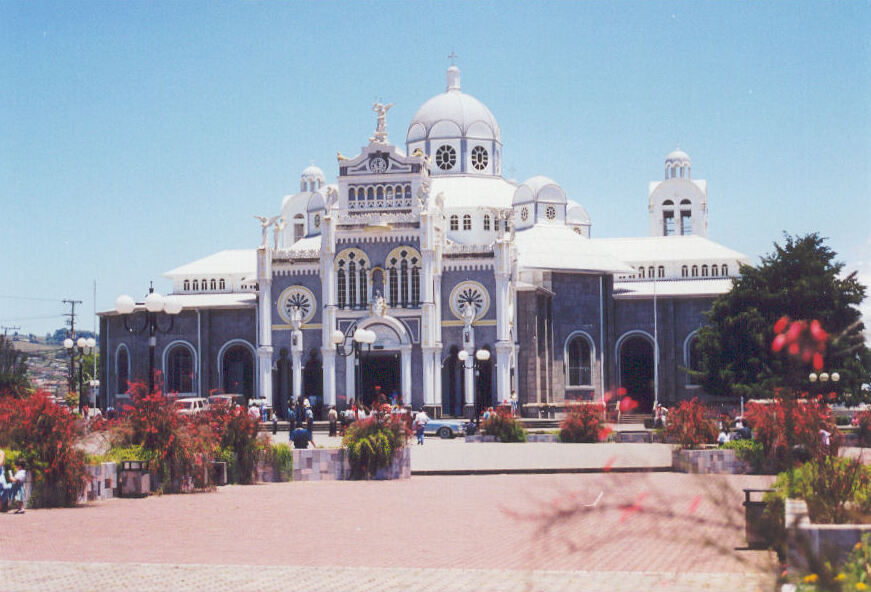
Bazylika Naszej Pani Aniołów, Cartago, Kostaryka.

Mieszkańcy Ameryki Łacińskiej są w przeważającej części chrześcijanami, większość z nich jest katolikami, którzy stanowią około 70% populacji. Wzrasta udział protestantów, w tym zwłaszcza zielonoświątkowców, głównie w takich krajach jak: Brazylia, Chile, Gwatemala, Panama, Wenezuela.